# Kinds MK
Kinds MK är en motorklubb i Svenljunga kommun i Sverige. Klubben är delaktig i flera motorsporter.

## Grenar
- Motocross
- Enduro
- Rally
- Roadracing